# Endomychus limbatus
Endomychus limbatus is een keversoort uit de familie zwamkevers (Endomychidae). De wetenschappelijke naam van de soort werd in 1870 gepubliceerd door George Henry Horn.